# Pfenningberg
Der Pfenningberg ist ein 616 m ü. A. hoher Berg östlich der oberösterreichischen Landeshauptstadt Linz im Gebiet der Gemeinde Steyregg. Als Ausläufer des unteren Mühlviertels gehört er geologisch zur Böhmischen Masse. Von den Südhängen kann man das Gebiet der Voestalpine AG und der früheren Chemie Linz sowie die Anlagen des Linzer Donauhafens und der Österreichische Schiffswerften AG gut überblicken.

## Geschichte
Bei der Gründungsvermessung der Stadterweiterung von Linz im Jahre 1207 wurden die Stadteinfassung mit neuen Stadtmauern und der Hauptplatz und die Stadtpfarrkirche abgesteckt. Die Achsen betragen 145 und 255 Klafter, in Linz 1 Klafter = 1,83 m. Die Längsachse des Langhauses der romanischen Stadtpfarrkirche wurde vom Achspunkt der Stadt nach dem Sonnenaufgang am Horizont des Pfenningberges am Karfreitag 20. April 1207 abgesteckt. Die Längsachse des Chores nach dem Sonnenaufgang am Ostersonntag 22. April 1207.

## Freizeit
Der Pfenningberg gilt als wichtiges Naherholungsgebiet und zieht Wanderer und Mountainbiker gleichermaßen an. Für Mountainbiker gibt es seit 2021 mehrere offizielle Singletrails und Mountainbiketouren die von der Mountainbike Initiative Linz (MTB Linz) gemeinsam mit Grundeigentümer und der Stadtgemeinde Steyregg entwickelt wurden um die hohe Anzahl der Mountainbiker lenken zu können. Alleine der Hornissen-Trail weist jährlich über 30.000 Fahrten aus. Von den drei Linzer Flugsportvereinen werden Hangwinde, die bei entsprechender Wetterlage und Westwind vom Stadtgebiet über den westlichen Teil des Berges in Richtung des Gipfels strömen zum Segelfliegen genutzt.